# The Advocates
The Advocates es una película dramática para televisión dirigida por David Nutter y escrito por Bruno Heller. La película está protagonizada Mandy Moore, Benjamin McKenzie, Chasty Ballesteros, Alex sajones y Marina Benedict.Fue producida por CBS pero nunca se estrenó.

## Argumento
Una abogada y un ex convicto se unen para defender víctimas e irán hasta los límites de la ley para luchar por los perjudicados.

## Elenco
- Mandy Moore es Shannon Carter.[4]
- Benjamin McKenzie es Henry Bird.[4]
- Chasty Ballesteros es Sandra Kwan.
- Alex Saxon es Young Henry Bird.
- Marina Benedict es Gabrielle Yannick.
- Pavel Lychnikoff
- Jamie McShane es Detective Murphy.
- Kathleen Gati es Irena.
- Rolando Molina es Kevin Guzmán.
- Billy Stevenson es ADA Ducane.
- David Fabrizio es Detective #1.